# Żeglarstwo na Plażowych Igrzyskach Azjatyckich 2012
Podczas III Plażowych Igrzysk Azjatyckich rozegrano dwie serie wyścigów żeglarskich, w widsurfingowej klasie Techno 293: kobiecy i męski. Turnieje odbywały się w dniach od 17 do 19 czerwca 2012 r. W rozgrywkach brały udział drużyny złożone z trzech zawodników + jeden rezerwowy.

## Medale
| Poz.    | Państwo         | Złoto | Srebro | Brąz | Łącznie |
| ------- | --------------- | ----- | ------ | ---- | ------- |
| 1       | Chiny (CHN)     | 2     | -      | 1    | 3       |
| 2       | Tajlandia (THA) | -     | 2      | 1    | 3       |
| Łącznie | Łącznie         | 2     | 2      | 2    | 6       |

### Medaliści
| Konkurencja         | Złoto      | Srebro                   | Brąz           |
| ------------------- | ---------- | ------------------------ | -------------- |
| Techno 293 mężczyzn | Wei Bipeng | Natthaphong Phonoppharat | Navin Singsart |
| Techno 293 kobiet   | Feng Yihua | Siripon Kaewduang-Ngam   | Wu Yiping      |